# Goioasa, Bacău
Goioasa este un sat în comuna Agăș din județul Bacău, Moldova, România.

## Personalități
Arhimandritul Teofil Anăstăsoaie  Episcop Vicar ales al Arhiepiscopiei Romanului și Bacăului.